# Bitwa pod Caudium
Bitwa pod Caudium (także Bitwa w Wąwozie Kaudyńskim) – starcie zbrojne, które miało miejsce w roku 321 p.n.e. podczas drugiej wojny samnickiej (326–304 p.n.e.), między wojskami rzymskimi pod wodzą konsulów Spuriusza Postumiusza Albinusa i Tytusa Weturiusza Kalwinusa a wojskami Samnitów dowodzonymi przez Gajusza Pontiusza.

Rzymianie, zamknięci przez przeciwnika w Wąwozie Kaudyńskim, aby uniknąć całkowitej zagłady musieli skapitulować. Zmuszeni zostali do wydania broni, koni i taborów oraz 600 zakładników jako gwarancję zawartego pokoju. Dodatkowo co uważane było za wielką hańbę, musieli przejść pod jarzmem i przez szpalery wrogów ubrani tylko w jedną sztukę odzieży. Rzymski historyk Tytus Liwiusz tak opisał to w swoich Dziejach Rzymu od założenia miasta (księga IX, 56): 

Jeden spoglądał na drugiego, oglądali broń, którą mieli wnet oddać, patrzyli na ręce mające wkrótce pozostać bez broni i na siebie zdanych na łaskę nieprzyjaciela. Stawały im przed oczyma i jarzmo wrogie, i drwiny zwycięzcy, i twarze szydercze, i droga, którą pójdą bezbronni wśród uzbrojonych, a potem opłakany przemarsz zhańbionego wojska przez miasta sprzymierzone, powrót do ojczyzny i rodzin, dokąd nieraz ich przodkowie wkraczali w triumfie. Oni sami tylko wrócą bez ran, bez mieczów, zwyciężeni bez bitwy; im tylko nie wolno było dobyć miecza, nie wolno było zmierzyć się z nieprzyjacielem; daremna była ich odwaga [...]. Pierwsi konsulowie prawie półnadzy poszli pod jarzmo, następnie według stopnia wojskowego po kolei poddani zostali tej hańbie, a w końcu poszczególne legiony. Dookoła stali uzbrojeni wrogowie, szydząc i wyśmiewając się z nich, a często grożąc im mieczem; kilku nawet zraniono i zabito, gdy zbyt widoczne w ich twarzy oburzenie na niegodne obejście obraziło zwycięzców.

W tej sytuacji senat rzymski zawarł niekorzystny dla siebie pokój z Samnitami, który zakończył pierwszy etap tego konfliktu, dając stronom przerwę w działaniach wojennych do 316 p.n.e.